# US Open-mesterskabet i herredouble 2023
US Open-mesterskabet i herredouble 2023 var den 143. turnering om US Open-mesterskabet i herredouble. Turneringen var en del af US Open 2023 og blev spillet i USTA Billie Jean King National Tennis Center i New York City, USA i perioden 30. august - 8. september 2023.
Mesterskabet blev vundet af Rajeev Ram og Joe Salisbury, som i finalen besejrede Rohan Bopanna og Matthew Ebden med 2-6, 6-3, 6-4, og som dermed blev det første par i tennissportens åbne æra, der vandt US Open-mesterskabet i herredouble tre år i træk. Det var første gang, siden Tom Bundy og Maurice McLoughlin vandt turneringen i 1912, 1913 og 1914, at samme par vandt tre titler i træk. Ram og Salisbury vandt deres fjerde grand slam-titel som makkere, idet de havde sikret sig deres første grand slam-titel ved Australian Open 2020. Det amerikansk-britiske par vandt deres 11. turneringssejr i alt som makkere, og den anden i 2023. Rajeev Ram vandt sin 28. herredoubletitel i karrieren på ATP-niveau, mens turneringssejren var Joe Salisburys 14. i karrieren i herredouble.
Rohan Bopanna var i sin anden grand slam-finale i herredouble, og han havde også tabt den første ved US Open 2010. Som 43-årig satte han imidlertid rekord som den ældste grand slam-finalist i herredouble, siden den åbne æra i tennissporten begyndte i 1968. Matthew Ebden var i sin tredje grand slam-finale i herredouble (og den første ved US Open), og det var anden gang, at han måtte forlade slutkampen i taberens rolle.
Siden Ruslands invasion af Ukraine i begyndelsen af 2022 havde tennissportens styrende organer, WTA, ATP, ITF og de fire grand slam-turneringer, tilladt, at spillere fra Rusland og Hviderusland fortsat kunne deltage i grand slam-turneringer samt turneringer på ATP Tour og WTA Tour, men de kunne ikke stille op under landenes navne eller flag, og spillerne fra de to lande deltog derfor i turneringen under neutralt flag.

## Pengepræmier og ranglistepoint
Den samlede præmiesum til spillerne i herredouble androg $ 3.566.800 (ekskl. per diem), hvilket var en stigning på 2,7 % i forhold til året før.
| Resultat               | Pengepræmier | Pengepræmier | Ændring ift. 2022 | ATP-point |
| Resultat               | Pr. par      | Total        | Ændring ift. 2022 | ATP-point |
| ---------------------- | ------------ | ------------ | ----------------- | --------- |
| Vindere (1)            | $ 700.000    | $ 700.000    | +1,7 %            | 2.000     |
| Finalister (1)         | $ 350.000    | $ 350.000    | +1,7 %            | 1.200     |
| Semifinalister (2)     | $ 180.000    | $ 360.000    | +4,7 %            | 720       |
| Kvartfinalister (4)    | $ 100.000    | $ 400.000    | +2,6 %            | 360       |
| Tabere i 3. runde (8)  | $ 58.000     | $ 464.000    | +2,8 %            | 180       |
| Tabere i 2. runde (16) | $ 36.800     | $ 588.800    | +2,8 %            | 90        |
| Tabere i 1. runde (32) | $ 22.000     | $ 704.000    | +3,3 %            | 0         |
| Samlet præmiesum       | -            | $ 3.566.800  | +2,7 %            | -         |

## Turnering

### Deltagere
Hovedturneringen har deltagelse af 64 par, der er fordelt på:
- 57 direkte kvalificerede par i form af deres ranglisteplacering.
- 7 par, der har modtaget et wildcard.

#### Seedede par
De 16 bedst placerede af parrene på ATP's verdensrangliste blev seedet:
| Seedning | Rangering | Rangering | Spillere                                 | Resultat        |
| Seedning | Sum       | Ind.      | Spillere                                 | Resultat        |
| -------- | --------- | --------- | ---------------------------------------- | --------------- |
| 1        | 2         | 1         | Wesley Koolhof Neal Skupski              | Tredje runde    |
| 2        | 7         | 4 3       | Ivan Dodig Austin Krajicek               | Semifinalister  |
| 3        | 11        | 5 6       | Rajeev Ram Joe Salisbury                 | Mestre          |
| 4        | 16        | 8         | Marcelo Arévalo Jean-Julien Rojer        | Tredje runde    |
| 5        | 19        | 12 7      | Máximo González Andrés Molteni           | Kvartfinalister |
| 6        | 24        | 14 10     | Rohan Bopanna Matthew Ebden              | Finalister      |
| 7        | 26        | 15 11     | Santiago González Édouard Roger-Vasselin | Tredje runde    |
| 8        | 34        | 18 16     | Marcel Granollers Horacio Zeballos       | Tredje runde    |
| 9        | 36        | 19 17     | Hugo Nys Jan Zieliński                   | Kvartfinalister |
| 10       | 38        | 13 25     | Kevin Krawietz Tim Pütz                  | Første runde    |
| 11       | 42        | 22 20     | Sander Gillé Joran Vliegen               | Første runde    |
| 12       | 51        | 24 27     | Jamie Murray Michael Venus               | Anden runde     |
| 13       | 54        | 28 26     | Lloyd Glasspool Harri Heliövaara         | Anden runde     |
| 14       | 58        | 37 21     | Matwé Middelkoop Mate Pavić              | Anden runde     |
| 15       | 61        | 30 31     | Nathaniel Lammons Jackson Withrow        | Kvartfinalister |
| 16       | 65        | 42 23     | Robin Haase Nikola Mektić                | Anden runde     |

#### Wildcards
Syv par modtog et wildcard til hovedturneringen.
| Par                                             | Resultat     |
| ----------------------------------------------- | ------------ |
| William Blumberg Steve Johnson                  | Første runde |
| Alexander Frusina Adhithya Ganesan              | Første runde |
| Nicholas Godsick Ethan Quinn                    | Første runde |
| John Isner Jack Sock                            | Første runde |
| Vasil Kirkov Denis Kudla                        | Tredje runde |
| Aleksandar Kovacevic Nicholas Moreno de Alboran | Første runde |
| Eliot Spizziri Tyler Zink                       | Første runde |

### Resultater

#### Kvartfinaler, semifinaler og finale
| Nathaniel Lammons |
| Jackson Withrow   |

| Rohan Bopanna |
| Matthew Ebden |

| Rohan Bopanna |
| Matthew Ebden |

| Robert Galloway |
| Albano Olivetti |

| Pierre-Hugues Herbert |
| Nicolas Mahut         |

| Pierre-Hugues Herbert |
| Nicolas Mahut         |

| Rohan Bopanna |
| Matthew Ebden |

| Máximo González |
| Andrés Molteni  |

| Rajeev Ram    |
| Joe Salisbury |

| Rajeev Ram    |
| Joe Salisbury |

| Rajeev Ram    |
| Joe Salisbury |

| Hugo Nys      |
| Jan Zieliński |

| Ivan Dodig      |
| Austin Krajicek |

| Ivan Dodig      |
| Austin Krajicek |

#### Første, anden og tredje runde
| Wesley Koolhof |
| Neal Skupski   |

| Christopher Eubanks |
| Ben Shelton         |

| Wesley Koolhof |
| Neal Skupski   |

| Juan Sebastián Cabal |
| Robert Farah         |

| Juan Sebastián Cabal |
| Robert Farah         |

| Nicholas Godsick |
| Ethan Quinn      |

| Wesley Koolhof |
| Neal Skupski   |

| Ariel Behar   |
| Adam Pavlásek |

| Nathaniel Lammons |
| Jackson Withrow   |

| Philipp Oswald          |
| Botic van de Zandschulp |

| Ariel Behar   |
| Adam Pavlásek |

| Guillermo Durán         |
| Tomás Martín Etcheverry |

| Nathaniel Lammons |
| Jackson Withrow   |

| Nathaniel Lammons |
| Jackson Withrow   |

| Kevin Krawietz |
| Tim Pütz       |

| Grégoire Barrère |
| Quentin Halys    |

| Grégoire Barrère |
| Quentin Halys    |

| William Blumberg |
| Steve Johnson    |

| Julian Cash  |
| Henry Patten |

| Julian Cash  |
| Henry Patten |

| Julian Cash  |
| Henry Patten |

| Andrej Golubev  |
| Roman Safiullin |

| Rohan Bopanna |
| Matthew Ebden |

| Aleksandar Kovacevic |
| N. Moreno de Alboran |

| Andrej Golubev  |
| Roman Safiullin |

| Christopher O'Connell |
| Aleksandar Vukic      |

| Rohan Bopanna |
| Matthew Ebden |

| Rohan Bopanna |
| Matthew Ebden |

| Marcelo Arévalo   |
| Jean-Julien Rojer |

| Denys Moltjanov |
| David Pel       |

| Marcelo Arévalo   |
| Jean-Julien Rojer |

| Sebastián Báez      |
| Luis David Martínez |

| Matteo Arnaldi |
| Bart Stevens   |

| Matteo Arnaldi |
| Bart Stevens   |

| Marcelo Arévalo   |
| Jean-Julien Rojer |

| Robert Galloway |
| Albano Olivetti |

| Robert Galloway |
| Albano Olivetti |

| John Isner |
| Jack Sock  |

| Robert Galloway |
| Albano Olivetti |

| Marcelo Melo |
| John Peers   |

| Lloyd Glasspool  |
| Harri Heliövaara |

| Lloyd Glasspool  |
| Harri Heliövaara |

| Jamie Murray  |
| Michael Venus |

| Gonzalo Escobar      |
| Aleksandr Nedovjesov |

| Jamie Murray  |
| Michael Venus |

| Pierre-Hugues Herbert |
| Nicolas Mahut         |

| Pierre-Hugues Herbert |
| Nicolas Mahut         |

| Márton Fucsovics |
| Alexei Popyrin   |

| Pierre-Hugues Herbert |
| Nicolas Mahut         |

| Max Purcell     |
| Jordan Thompson |

| Marcel Granollers |
| Horacio Zeballos  |

| Lloyd Harris      |
| Miomir Kecmanović |

| Lloyd Harris      |
| Miomir Kecmanović |

| Daniel Elahi Galán |
| Zhang Zhizhen      |

| Marcel Granollers |
| Horacio Zeballos  |

| Marcel Granollers |
| Horacio Zeballos  |

| Máximo González |
| Andrés Molteni  |

| Pedro Cachín        |
| Juan Pablo Varillas |

| Máximo González |
| Andrés Molteni  |

| Adrian Mannarino   |
| Arthur Rinderknech |

| Adrian Mannarino   |
| Arthur Rinderknech |

| Eliot Spizziri |
| Tyler Zink     |

| Máximo González |
| Andrés Molteni  |

| Tallon Griekspoor  |
| Thanasi Kokkinakis |

| Tallon Griekspoor  |
| Thanasi Kokkinakis |

| Alexander Frusina |
| Adhithya Ganesan  |

| Tallon Griekspoor  |
| Thanasi Kokkinakis |

| Francisco Cabral |
| Rafael Matos     |

| Francisco Cabral |
| Rafael Matos     |

| Sander Gillé  |
| Joran Vliegen |

| Robin Haase   |
| Nikola Mektić |

| Nikola Ćaćić       |
| Victor Vlad Cornea |

| Robin Haase   |
| Nikola Mektić |

| Mackenzie McDonald |
| Andreas Mies       |

| Mackenzie McDonald |
| Andreas Mies       |

| Arthur Fils     |
| Luca Van Assche |

| Mackenzie McDonald |
| Andreas Mies       |

| Ben McLachlan      |
| Yoshihito Nishioka |

| Rajeev Ram    |
| Joe Salisbury |

| Alexander Erler |
| Lucas Miedler   |

| Ben McLachlan      |
| Yoshihito Nishioka |

| Simone Bolelli   |
| Andrea Vavassori |

| Rajeev Ram    |
| Joe Salisbury |

| Rajeev Ram    |
| Joe Salisbury |

| Santiago González      |
| Édouard Roger-Vasselin |

| Maxime Cressy  |
| Fabrice Martin |

| Santiago González      |
| Édouard Roger-Vasselin |

| Nicolás Barrientos |
| André Göransson    |

| Nicolás Barrientos |
| André Göransson    |

| Romain Arneodo |
| Sam Weissborn  |

| Santiago González      |
| Édouard Roger-Vasselin |

| Aslan Karatsev |
| Sakath Myneni  |

| Hugo Nys      |
| Jan Zieliński |

| Laslo Djere        |
| Marc-Andrea Hüsler |

| Laslo Djere        |
| Marc-Andrea Hüsler |

| Yuki Bhambri      |
| Marcelo Demoliner |

| Hugo Nys      |
| Jan Zieliński |

| Hugo Nys      |
| Jan Zieliński |

| Matwé Middelkoop |
| Mate Pavić       |

| Sadio Doumbia |
| Fabien Reboul |

| Matwé Middelkoop |
| Mate Pavić       |

| Alexandre Müller |
| Sebastian Ofner  |

| Vasil Kirkov |
| Denis Kudla  |

| Vasil Kirkov |
| Denis Kudla  |

| Vasil Kirkov |
| Denis Kudla  |

| Petros Tsitsipas   |
| Stefanos Tsitsipas |

| Ivan Dodig      |
| Austin Krajicek |

| Miguel Á. Reyes-Varela |
| David Vega Hernández   |

| Petros Tsitsipas   |
| Stefanos Tsitsipas |

| Roberto Carballés Baena |
| Bernabé Zapata Miralles |

| Ivan Dodig      |
| Austin Krajicek |

| Ivan Dodig      |
| Austin Krajicek |